# Holger M. Meding
Holger M. Meding (* 12. Mai 1962 in Essen-Werden) ist ein deutscher Historiker und Professor für iberische und lateinamerikanische Geschichte an der Universität zu Köln.

## Werdegang
Meding studierte von 1982 bis 1988 Mittlere und Neuere Geschichte, Romanistik und Mittellateinische Philologie an der Universität zu Köln. 1985/85 verbrachte er ein Studienjahr an der Universität Sevilla und führte Archivarbeiten im Archivo General de Indias durch. Im Juli 1988 bestand Meding sein Magisterexamen. Im Juli 1991 wurde er promoviert und anschließend zum Wissenschaftlichen Mitarbeiter in der Iberischen und Lateinamerikanischen Abteilung des Historischen Seminars an der Universität zu Köln ernannt. Im Oktober 1992 erhielt er den Preis der Deutschen Ibero-Amerika-Stiftung (Hamburg). Zwischen 1997 und 1999 leitete Meding die Mitteleuropa-Sektion der Untersuchungskommission der Regierung Argentiniens zur Aufklärung von NS-Aktivitäten in Argentinien (Comisión para el Esclarecimiento de las Actividades del Nazismo en la Argentina, abgekürzt CEANA). 
Meding wurde im Januar 2000 zum Akademischen Rat an der Universität zu Köln ernannt und habilitierte sich dort im Januar 2001. Im September 2004 hatte Meding eine Gastprofessur in Tucumán in Argentinien. Im Januar 2009 folgte die Ernennung zum außerplanmäßigen Professor. Seit 2014 ist Meding stellvertretender Geschäftsführender Direktor (Lehre und Lehrplanung) des Historischen Instituts der Universität zu Köln.
Medings Forschungsschwerpunkte sind die deutsch-lateinamerikanischen Beziehungen, Nachrichtendienste in Lateinamerika, Migrationsgeschichte sowie Staatenbildung und Nationenbildung.
Meding war Mitglied der Historikerkommission zur Erforschung der Geschichte des Bundesnachrichtendienstes zwischen 1945 und 1968 (UHK-BND) und unter anderem zuständig für alle Akten im Zusammenhang mit Lateinamerika und insbesondere Argentinien. 
Er war 2013 der Erste, der Zugang zur vollständigen BND-Akte zu Adolf Eichmann erhielt.

## Schriften (Auswahl)
- Wolfgang Krieger in Verbindung mit Andreas Hilger und Holger M. Meding (Hrsg.): Die Auslandsaufklärung des BND: Operationen, Analysen, Netzwerke in Verbindung (= Jost Dülffer, Klaus-Dietmar Henke, Wolfgang Krieger, Rolf-Dieter Müller [Hrsg.]: Veröffentlichungen der Unabhängigen Historikerkommission zur Erforschung der Geschichte des Bundesnachrichtendienstes 1945–1968. Band 13). Ch. Links Verlag, Berlin 2021, ISBN 978-3-96289-118-3.
- (Hrsg. mit Georg Ismar) Argentinien und das Dritte Reich. Mediale und reale Präsenz, Ideologietransfer, Folgewirkungen, Berlin 2008.
- Panama. Staat und Nation im Wandel, 1903–1941 (= Lateinamerikanische Forschungen, Bd. 30), Köln, Weimar, Wien 2002 (zugleich Habilitationsschrift).
- La ruta de los nazis en tiempos de Perón, Buenos Aires 1999.
- „Der Weg“. Eine deutsche Emigrantenzeitschrift in Buenos Aires, 1947–1957, Berlin 1997.
- (Hrsg.) Nationalsozialismus und Argentinien. Beziehungen, Einflüsse und Nachwirkungen. Peter Lang, Frankfurt/M. usw. 1995, ISBN 3-631-48674-X.